# Ochyrocera itatinga
Espèce
Ochyrocera itatinga est une espèce d'araignées aranéomorphes de la famille des Ochyroceratidae.

## Distribution
Cette espèce est endémique d'État de Rio de Janeiro au Brésil,. Elle se rencontre dans le parc d'État de Pedra Branca à Rio de Janeiro.

## Description
Le mâle holotype mesure 1,13 mm et la femelle paratype 1,15 mm.

## Publication originale
- Castanheira, Pérez-González, do Prado & Baptista, 2019 : Three new species of Ochyrocera (Araneae, Ochyroceratidae) from Southeastern Brazil. Zootaxa, no 4657(3), p. 523-544.